# シュミット商会
シュミット商会（シュミットしょうかい）とは、明治から昭和にかけて日本で営業したドイツ系商社。正式名は「株式会社シュミット」。

## 沿革
1896年（明治29年）スイスの精密機械や理化学、医科器具等の代理店としてドイツのパウル・シュミット（Paul Schmitt、1872年 - 1936年）が設立し、後に医薬品のメルクや、光学機械のエルンスト・ライツ（現ライカ）の輸入代理店となった。レントゲンを初めて日本に輸入したのもシュミット商会であると言われている。
シュミットは1906年（明治39年）外国人としては初めて芦ノ湖湖畔に別荘を建て、跡地は箱根駅伝の往路ゴール地点脇の箱根駅伝ミュージアムとなっている。
1936年、シュミットが出張先の上海にて客死、井上鍾が社長を引き継いだ。

## ライカの販売とカメラマンの育成
2代目社長の井上によれば、最初にライカを輸入したのは1925年夏で、エルマックス50mmF3.5付きライカI(A)型（シリアルナンバー377）であったという。同年後半にシリアルナンバー889と891の2台が入荷し、1926年には50台を輸入した。しかし当時カメラは初めて取り扱う商品で色々苦労があり、近隣にあったカメラ店金城商会の三木紀三や35mmフィルムを使用する松竹蒲田撮影所の増谷麟などの指導を仰いだという。
シュミットのライカへの情熱を受け継いだ井上は、ライバルブランドであるコンタックスの愛好者がライカ愛好者とどちらが優れたカメラであるかを論争した「ライカ・コンタックス論争」に対して、就任早々有名なパンフレット『降り懸かる火の粉は拂はねばならぬ』を刊行して対抗した。このパンフレットは相手側を批判するのでなく、ライカの優秀性を滔滔と書き上げた格調の高い文書として評されている。その後写真部長として明石正巳が就任して井上を助け、木村伊兵衛等多くの名カメラマンを育てた。

## ドイツワインの啓蒙
井上は当時メルク本社があったダルムシュタット出張の際に近辺のワイン名醸地を廻ってドイツワインを蒐集しており、松濤の自宅にワインセラーを完備し坂口謹一郎博士、近衛通隆、国税庁醸造試験所所長の鈴木明治博士、ゴルフ仲間、医師、写真家、ドイツ留学経験者等を集め、当時の上流社会にドイツワインの啓蒙を行っている。また戦後古賀守をワイン部長に起用して、ドイツワインの販売促進を行った。

## ライカビル
日本橋室町にあった本社ビルは通称「ライカビル」と呼ばれ、有名であった。本社は戦後神田に移転し、ライカビルは一時期米軍諜報機関であるキャノン機関と繋がりがあり、下山事件に関わった可能性のある亜細亜産業が間借りしていた。蛇腹付のエレベーターや金庫室が残った歴史的建造物とされていたが、2004年6月に取り壊された。

## 廃業
1974年、ライカがスイスのウィルド傘下に入ったのに伴い、代理店商権を同社の日本総代理店であった日本シイベルヘグナー（現DKSHジャパン）に譲り、程なく廃業した。